# Thoury
Thoury é uma comuna francesa na região administrativa do Centro, no departamento Loir-et-Cher. Estende-se por uma área de 15,74 km². Em 2010 a comuna tinha 425 habitantes (densidade: 27 hab./km²).